# Episodi di Apple & Onion (prima stagione)
La prima stagione della serie animata Apple & Onion, composta da 40 episodi, è stata trasmessa negli Stati Uniti, da Cartoon Network, dal 23 febbraio 2018 all'20 luglio 2020.
In Italia è stata trasmessa dal 3 dicembre 2018 al 7 giugno 2021 su Cartoon Network.
| nº | Titolo originale          | Titolo italiano                       | Prima TV USA     | Prima TV Italia   |
| -- | ------------------------- | ------------------------------------- | ---------------- | ----------------- |
| 1  | A New Life                | Una nuova vita                        | 23 febbraio 2018 |                   |
| 2  | The Perfect Team          | La squadra perfetta                   | 23 febbraio 2018 | 3 dicembre 2018   |
| 3  | Tips                      | Gita in mongolfiera                   | 2 marzo 2018     |                   |
| 4  | Falafel's Fun Day         | Una giornata con Falafel              | 2 marzo 2018     |                   |
| 5  | Apple's in Trouble        | Apple è nei guai                      | 9 marzo 2018     |                   |
| 6  | 4 on 1                    | Solo canestri per Onion               | 9 marzo 2018     |                   |
| 7  | Hot Dog's Movie Première  | L'anteprima di Hot Dog                | 16 marzo 2018    |                   |
| 8  | Bottle Catch              | Il gioco dell'estate                  | 16 marzo 2018    |                   |
| 9  | Pancake’s Bus Tour        | Il tour dei sognatori                 | 23 marzo 2018    |                   |
| 10 | Block Party               | Festa di quartiere                    | 23 marzo 2018    |                   |
| 11 | Apple's Focus             | Una mela concentrata                  | 2 novembre 2019  | 15 giugno 2020    |
| 12 | Lil' Noodle               | Lil' Noodle                           | 2 novembre 2019  | 19 giugno 2020    |
| 13 | Gyranoid of the Future    | Il trucco della giostra               | 2 novembre 2019  | 23 giugno 2020    |
| 14 | Fun Proof                 | A tutto spasso                        | 2 novembre 2019  | 17 giugno 2020    |
| 15 | Whale Spotting            | L'avvistamento della balena           | 9 novembre 2019  | 24 giugno 2020    |
| 16 | Heatwave                  | L'ondata di caldo                     | 9 novembre 2019  | 22 giugno 2020    |
| 17 | Apple's in Charge         | Apple al comando                      | 9 novembre 2019  | 25 giugno 2020    |
| 18 | Burger's Trampoline       | Il tappeto elastico di Burger         | 9 novembre 2019  | 16 giugno 2020    |
| 19 | Baby Boi TP               | Il volto della carta igienica         | 16 novembre 2019 | 14 settembre 2020 |
| 20 | Not Funny                 | Zucchero filato                       | 16 novembre 2019 | 14 settembre 2020 |
| 21 | Onionless                 | L'assenza di Onion                    | 23 novembre 2019 | 26 giugno 2020    |
| 22 | Party Popper              | Il chicco furioso                     | 23 novembre 2019 | 18 giugno 2020    |
| 23 | Face Your Fears           | Leggere in pubblico                   | 30 novembre 2019 | 16 settembre 2020 |
| 24 | Apple's Short             | Sua Altezza, Apple                    | 30 novembre 2019 | 15 settembre 2020 |
| 25 | Positive Attitude Theory  | La teoria dell'atteggiamento positivo | 7 dicembre 2019  | 15 settembre 2020 |
| 26 | Follow Your Dreams        | Il realizzatore di sogni              | 7 dicembre 2019  | 16 settembre 2020 |
| 27 | Sausage and Sweetie Smash | Salsicce e videogiochi                | 11 gennaio 2020  | 17 settembre 2020 |
| 28 | Selfish Shellfish         | Altruisti o egoisti                   | 18 gennaio 2020  | 17 settembre 2020 |
| 29 | Apple's Formula           | La formula di Apple                   | 25 gennaio 2020  | 18 settembre 2020 |
| 30 | River of Gold             | Il fiume d'oro                        | 1º febbraio 2020 | 21 settembre 2020 |
| 31 | Appleoni                  | L'Appleoni                            | 8 febbraio 2020  | 18 settembre 2020 |
| 32 | Falafel's in Jail         | Falafel in prigione                   | 8 febbraio 2020  | 21 settembre 2020 |
| 33 | The Music Store Thief     | Il ladro del negozio di musica        | 29 febbraio 2020 | 22 settembre 2020 |
| 34 | The Fly                   | La mosca                              | 7 marzo 2020     | 22 settembre 2020 |
| 35 | Dragonhead                | Il soffione del drago                 | 14 marzo 2020    | 23 settembre 2020 |
| 36 | Pulling Your Weight       | Pesi massimi                          | 21 marzo 2020    | 23 settembre 2020 |
| 37 | Rotten Apple              | Mela marcia                           | 28 marzo 2020    | 24 settembre 2020 |
| 38 | The Inbetween             | Il limbo                              | 4 aprile 2020    | 25 settembre 2020 |
| 39 | Election Day              | Il giorno delle elezioni              | 11 aprile 2020   | 25 settembre 2020 |
| 40 | Champion                  | Il campione                           | 20 luglio 2020   | 7 giugno 2021     |

## Una nuova vita
- Titolo originale: A New Life
- Scritto da: Benton Connor e Nick Edwards

### Trama
Apple e Onion vengono mandati separatamente ad una nuova vita in città dai rispettivi genitori. Apple deve trovare un appartamento già sistemato attraverso una mappa, mentre Onion ha un alloggio gratuito in attesa del suo lavoro alla Fun Co. Giunti in città, i due non sono promettenti tuttavia finiscono per incontrarsi e stringono amicizia.

## La squadra perfetta
- Titolo originale: The Perfect Team
- Scritto da: George Gendi e Benton Connor

### Trama
Durante una sessione di gioco al computer, Apple e Onion si ritrovano con un nuovo coinquilino che scalpita alla loro finestra: un gatto. Adora accucciarsi sulla testa di Apple, tuttavia sembra odiare Onion a causa dei suoi capelli, causando tensione tra chi trascorre più tempo con Apple.